# Juvigny-sous-Andaine
Juvigny-sous-Andaine is een plaats en voormalige gemeente in het Franse departement Orne in de regio Normandië en telt 1055 inwoners (1999). De plaats maakt deel uit van het arrondissement Alençon.

## Geschiedenis
De gemeente is op 1 januari 2016 gefuseerd met de gemeenten La Baroche-sous-Lucé, Beaulandais, Loré, Lucé, Saint-Denis-de-Villenette en Sept-Forges tot de gemeente Juvigny Val d'Andaine, waarvan Juvigny-sous-Andaine de hoofdplaats werd.  

## Geografie
De oppervlakte van Juvigny-sous-Andaine bedraagt 22,1 km², de bevolkingsdichtheid is 47,7 inwoners per km².
De onderstaande kaart toont de ligging van Juvigny-sous-Andaine met de belangrijkste infrastructuur en aangrenzende gemeenten.

## Demografie
Onderstaande figuur toont het verloop van het inwonertal (bron: INSEE-tellingen).
La Baroche-sous-Lucé · Beaulandais · Juvigny-sous-Andaine · Loré · Lucé · Saint-Denis-de-Villenette · Sept-Forges